# Wiesnersche Reaktion
Die Wiesnersche Reaktion (auch  Wiesnersche Phloroglucin-Salzsäurereaktion genannt) ist in der Biochemie ein Verfahren zu Nachweis für Lignin in verholztem Material. Dabei wird verdünnte Salzsäure auf die zu untersuchende Substanz gesprüht und anschließend alkoholische Lösung von Phloroglucin aufgetropft. Das Vorhandensein von Lignin zeigt sich an einer purpurroten bis violetten Färbung.
Die Wiesnersche Reaktion spielt auch bei der Beurteilung der Ursache von Holzfärbungen eine Rolle. Diese kommen nach dem Chemiker Karl Kratzl entweder durch Farbstoffe zustande oder durch Holzfarbreaktionen, bei denen ungefärbte Substanzen das Lignin chemisch verändern.
Hinter den Holzfarbreaktionen stehen entweder Oxydationsvorgänge (Mäule-Reaktion nach C. Mäule, Georg Jayme) oder Reaktionen mit beispielsweise Phenolen und Aminen.